# Lilium 'Golden Splendor'
Lilium 'Golden Splendor' — стрейн (линия) лилий из группы Трубчатые гибриды VI раздела по классификации третьего издания Международного регистра лилий.
В России, этот стрейн лилий может поступать в продажу под названием 'Golden Splendour'. Используется на срезку и в качестве декоративного садового растения.

## Биологическое описание
Линия сеянцев трубчатых гибридов с похожими характеристиками. При детальном изучении отдельных представителей, можно увидеть их слабое различие.
Цветки этой группы имеют насыщенный золотисто-жёлтый цвет. Обратная сторона лепестков с глубоким фиолетово-винным оттенком.
Трубчатых лилий с цветками золотисто-жёлтого цвета не существует в природе, поэтому история их создания представляет особый интерес. Гены, которые позволяют цвету жёлтого горла окрасить цветок полностью, являются рецессивными. Трубчатые гибриды с полностью жёлтыми цветками были получены только после введения в линии цветных трубчатых гибридов лилии Генри.
Из линии 'Golgen Splendor' были получены несколько клонов: Golden Spur, Life, Patrician и Pioneer. Сходные группы сеянцев были выпущены в продажу под названием Golden Splendor Strain.
Высота растений 120—180 см.
Цветение: июль—август.

## В культуре
Зоны морозостойкости: 4—8, согласно другому источнику 3а—9b.
Период до цветения: 110—120 дней.
Для выращивания трубчатых лилий рекомендуется выбирать солнечные и защищенные от ветра участки. Обязательное условие — хороший дренаж и водопроницаемая, рыхлая и питательная почва. При повышенной кислотности необходимо известкование. Глубина посадки 3—3,5 высоты луковицы.
В средней полосе России трубчатые лилии недостаточно зимостойки, поэтому в зимнее время после подмерзания верхнего слоя почвы участок дополнительно укрывают листом или лапником.
В первый год после посадки и пересадки растения не достигают нормального роста и цветения. Поэтому в первый год бутоны рекомендуется удалять, чтобы не ослаблять растения.